# Paulo Cesar Montagner
Paulo Cesar Montagner (Campinas, 22 de novembro de 1963), mais conhecido como Cesinha, é um educador físico, professor universitário e pesquisador brasileiro. Atualmente, ocupa o cargo de reitor da Universidade Estadual de Campinas (Unicamp).

## Biografia

### Primeiros anos e formação acadêmica
Paulo nasceu na cidade de Campinas, localizada no interior do estado de São Paulo, no ano de 1963, sendo o segundo entre cinco irmãos. Oriundo de escolas públicas, entrou no curso de educação física da Pontifícia Universidade Católica de Campinas (PUC-Campinas), onde gradou-se no ano de 1984.
No ano de 1990, entrou na Faculdade de Educação Física da Universidade Metodista de Piracicaba (Unimep), localizada na cidade de Piracicaba, também no interior do estado de São Paulo, onde obteve o título de mestre na instituição ao defender a dissertação: Esporte de Competição x Educação? O caso do Basquetebol. Retornou para Campinas, em 1995, quando ingressou no doutorado na Faculdade de Educação Física da Universidade Estadual de Campinas (Unicamp), onde defendeu a tese A formação do jovem atleta e a pedagogia da aprendizagem esportiva no ano de 1999.

### Atuação
Ingressou na Unicamp, no ano de 1988, na fase de implantação da Faculdade de Educação Física (FEF). Desde o ano de 1992, passou a ministrar aulas na universidade. Em 2015, obteve a livre-docência ao defender a pesquisa Estudos em pedagogia do esporte de crianças e jovens: análises, olhares e desafios teóricos. No ano de 2019, obteve a titularidade como professor da FEF.
No ano de 2025, lançou sua candidatura ao cargo de reitor da Unicamp, junto ao químico e professor Fernando Coelho, do Instituto de Química da Unicamp (IQ) para sucessão de Tom Zé, que atuou como reitor da universidade entre os anos de 2021 e 2025. Obteve a maioria dos votos no primeiro turno (46,88%) e avançou para a segunda fase da disputa. No segundo turno, foi eleito com a maioria dos votos (51,61%), superando a chapa liderada por José Gontijo, professor da Faculdade de Ciências Médicas da Unicamp (FCM). Após a consulta junto a comunidade universitária foi nomeado pelo governador do estado de São Paulo, Tarcísio de Freitas (Republicanos). Tomou posse ao cargo em 24 de abril de 2025 com mandato válido até o ano de 2029.